# Алергологија
Алергологија је медицинска специјалност која брине о болестима узрокованим ненормалним специфичним одговором организма на његово нормално добро подношљиво окружење.

## Примена
Алергијске патологије погађају све органе али у већини случајева респираторне, кожне и слузне, одвојено или узастопно или чак истовремено. Алергологија се такође бави лековима, професионалним алергијама, алергијама на храну и уједима инсеката.

## Алергологија и животна средина
Алергологија је дисциплина која велику важност даје окружењу. Она мора управљати потешкоћама у људском односу и оно што га окружује, као на пример: природа, храна, станиште итд.
Ова дисциплина се практикује широм света. Алергијске болести су присутне у свим земљама а преовлађују у индустријализованим земљама и земљама у развоју.

### Поља лечења
- Респираторна алергија ( ринитис, ринокоњунктивитис и астма )
- Алергија на лекове
- Алергија на отров (на пример, осе и пчеле )
- Контактна алергија
- Алергија на храну
- Алергија на латекс
- Коприве ( Уртикарија )
- Анафилаксија

### Остале примене
- Кожни тестови на алергију
- Провокативни тест
- Десензибилизација
- Специфична имунотерапија против алергена